# ジェロニモ・ロドリゲス
ジェロニモ・ロドリゲス（Jeronimo Rodrigues、1568年 - 1628年7月5日）は、江戸時代に来日したポルトガル出身のイエズス会宣教師である。

## 経歴・人物
1600年（慶長5年）に来日し、京都の伏見や加賀の金沢等西日本や北日本を中心に布教活動を行う。
その後は長崎にてコレジオの院長や畿内のキリスト教区長も務め、1617年（元和3年）にキリシタン武将であった明石全登の長男だった明石内記の失踪に連座した。この事件の影響もあり、後に日本を離れ1628年にポルトガル領マカオにて逝去した。